# トロサ・ハント症候群
トロサ・ハント症候群（とろさ・はんとしょうこうぐん、英語: Tolosa–Hunt syndrome; THS）は稀な疾患である。
第III, IV, V, VI脳神経のいずれかに関係する、外眼性の麻痺を伴った片側性で重い頭痛と、特定の眼筋の脱力と麻痺（眼筋麻痺）を伴う眼の側方と後方の痛みを特徴に持つ。
2004年、国際頭痛学会は肉芽腫を含んだ診断基準を規定した。

## 原因
THSの正確な原因は不明であるが、眼の奥の領域（海綿静脈洞や上眼窩裂）の炎症が関連していると考えられている。

## 徴候と症状
症状は通常、頭部の片側に限定され、ほとんどの場合で眼周囲の筋に強烈で鋭い痛みと麻痺を生じる。加療なしに症状が治まることがあるが、突然再発することがある。
また、顔面神経の麻痺や眼瞼下垂を示すこともある。他の徴候には複視、発熱、慢性疲労、めまい、関節痛がある。時折、患者は片側または両側の眼球突出の感覚を覚えることがある。

## 診断
THSは通常、他の疾患の除外によって診断される。他の病因を排除するために、全血算や甲状腺機能検査、血清蛋白電気泳動検査など多数の検査が必要である。脳脊髄液の分析により、本疾患と類似の徴候を示す疾患とを区別できる可能性がある。
海綿静脈洞や上眼窩裂および/または眼窩頂部の炎症性変化を検出するには、MRIや磁気共鳴血管画像 (MRA)、ディジタル差分血管造影（DSA)、CTが有用である。脳神経の麻痺を認めない場合、眼窩断面像で認められる炎症性変化は、より一般的かつ良性の所見として眼窩偽腫瘍と称される。
確定診断のため、特に腫瘍の可能性を除外するため、生検が必要になることがある。
THSを診断する時、頭蓋咽頭腫、片頭痛、髄膜腫との鑑別を考慮すべきである。

## 治療
THSの治療には副腎皮質ステロイド (多くの場合プレドニゾロンが用いられる)や免疫抑制剤 (メトトレキサート、アザチオプリン等)を使用するのが通例である。副腎皮質ステロイドは鎮痛剤として作用し、通常24～72時間で疼痛を軽減させる。免疫抑制剤が自己免疫反応を抑制するのに対し、副腎皮質ステロイドは炎症性腫瘤を縮小させる。7～10日に渡って等用量で服用させ、その後漸減していく。
この他、放射線療法も提案されている。

## 予後
THSの予後は一般に良いと考えられており、患者は通常、副腎皮質ステロイドに反応性を示す。眼筋の運動に障害が残る可能性があるが、自然寛解することが多い。一方、治療を受けた患者の約30～40%に再発がみられる。

## 疫学
THSは国際的にも珍しい。ニュージーランドで、オーストラリアのニューサウスウェールズ州でそれぞれ1症例の報告がある。THSの発症に性差はなく、罹患年齢は60歳前後である。